# 澳門彩票有限公司

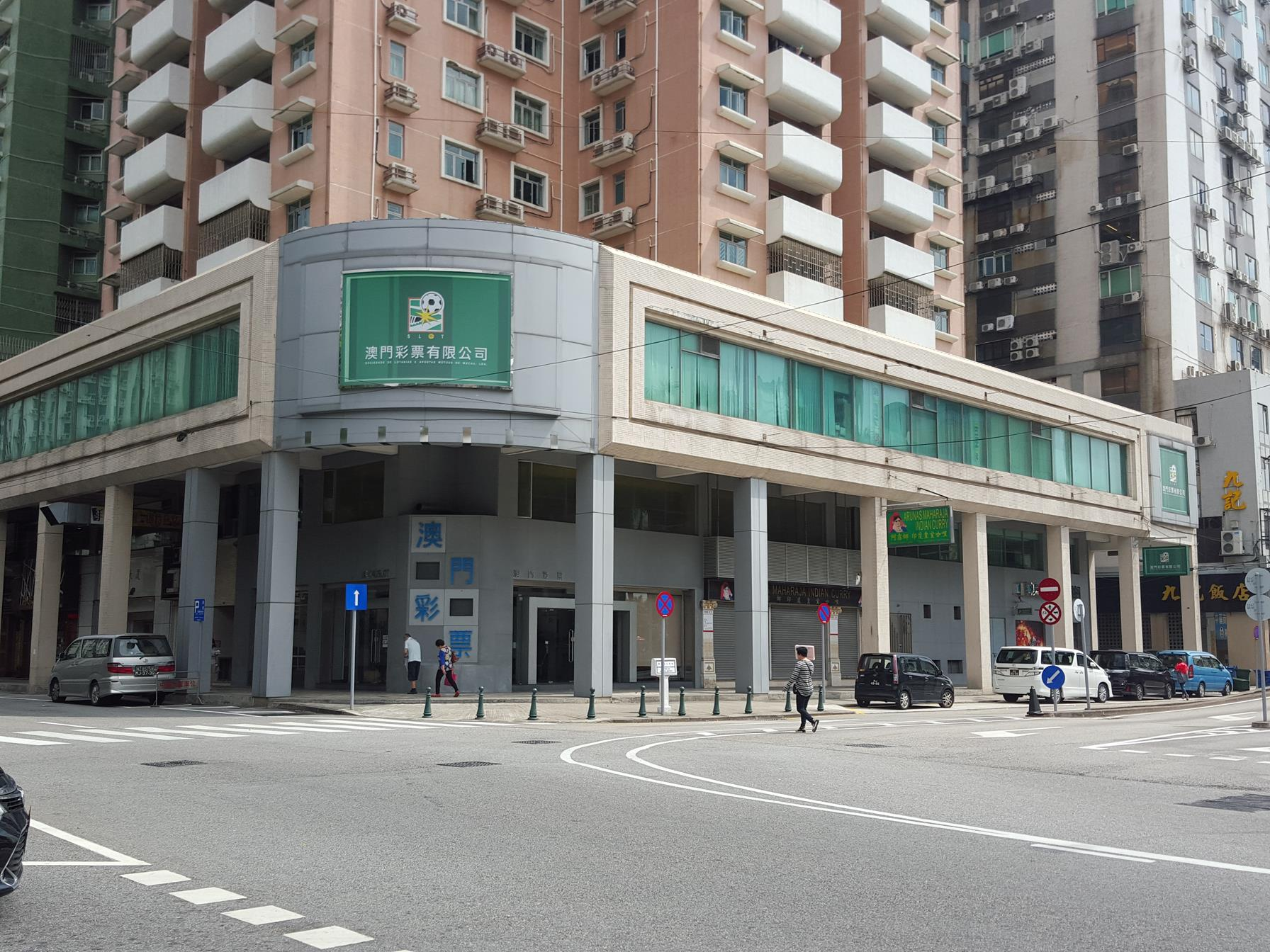
澳門彩票外港投注站

澳門彩票有限公司（葡萄牙語：Sociedade de Lotarias e Apostas Mútuas de Macau, Limitada，簡稱澳彩、彩票公司、SLOT，通稱澳門彩票、Macau Slot）是澳門以至亞洲地區首家專營國際體育賽事的彩票公司，是為澳門旅遊娛樂有限公司全資附屬機構。其投注形式包括在澳門地區內的投注中心、以及電話和互聯網投注。

## 歷史

澳門彩票有限公司舊商號

1984年11月，澳門總督高斯達頒布第217/84/M號法令，規定即發彩票章程。批給即發彩票的專營權之法定機構為澳門基金會。同年，澳門即發彩票公司輾轉取得即發彩票專營權；1986年又推出即發六合彩，推出初期曾在澳門本土流行。其後因經營困難，於1986年12月解除專營合同。
澳門基金會於1987年1月28日將經營即發彩票專營權批給澳門彩票有限公司；同年2月，澳門旅遊娛樂有限公司為全資附屬機構澳門彩票有限公司註冊，註冊資本達100萬澳門元，初期除即發彩票外還兼營白鴿票、揼波拿等彩票。1989年澳門彩票有限公司正式成立；主要經營來往港澳的遠東水翼船航班上售賣即發彩票的專營公司。
1998年法國世界盃舉行前，彩票公司成功在澳葡政府取得足球博彩彩票專營權，並接受現金及電話投注。1999年12月13日，澳葡政府與澳門彩票有限公司修改專營合約年期至2004年6月5日。
2000年6月開始接受網上投注，成為亞洲首間經營合法網上投注的足球博彩公司。
2000年年底，澳門彩票公司在澳門特區政府取得籃球博彩彩票專營權；同年12月29日起接受網上美國職業籃球聯賽（NBA）投注，成為亞洲首間合法經營的NBA博彩公司外，也成為亞洲區內首家擁有足球及籃球彩票博彩專營權的彩票公司。澳門彩票公司在2002年1月開始接受電話網上（WAP無線上網）投注；翌年推出「全球通卡」以及推出會員制計劃。
2004年6月9日，《澳門特別行政區公報》刊登澳門彩票有限公司專營批給合同延長及修改內容；即發彩票及足球博彩彩票經營批給合同續期5年至2009年6月5日止。而籃球博彩經營批給合同續期兩年至2006年6月5日，其後於2006年又再續約三年至2009年6月5日。
2017年，澳門彩票公司夥拍安播體育傳媒有限公司提供英超賽事,讓會員透過「M直播」手機APP觀看英超和其它賽事。
2021年6月，澳門特別行政區和澳門彩票有限公司簽署了《澳門地區即發彩票經營批給特許公證合同》的修訂。合同同時容許「承批公司經許可後，可組織及經營其他方式彩票或互相博彩」。澳門彩票公司獲續約3年，至2024年6月5日。

## 轶事
有个香港人投注2010年世界杯，开彩后，发觉按赔率算，应收525万，不过只得到500万，查询后才得知规则中有派彩上限。

### 細节
1. ↑  澳門彩票 （页面存档备份，存于） 於 國家數字文化網
2. 1 2  彩票 的存檔，存档日期2006-03-01.，博彩監察協調局
3. ↑  吳志良、楊允中. .  2005年修訂版. 澳門基金會. : 第319頁. ISBN 99937-1-032-6.
4. ↑  .   [2008-10-16]. （原始内容存档于2016-03-04）.
5. ↑  .   [2008-10-16]. （原始内容存档于2016-03-04）.
6. ↑  .   [2008-10-16]. （原始内容存档于2016-03-04）.
7. ↑  . 報紙 (澳門力報). 澳門力報. 2017-08-10  [2021-09-17]. （原始内容存档于2021-09-17）.
8. ↑  濠江日報. . 濠江日報. 2017-08-11  [2021-09-17]. （原始内容存档于2021-09-17）.
9. ↑  澳門日報. . 報紙. 澳門日報. 2021-06-10.[]
10. ↑  . 雜誌. 亞博匯. 2021-03-10  [2021-09-17]. （原始内容存档于2021-09-17）.
11. ↑  . 報紙. 濠博新聞. 2021-06-09  [2021-09-17]. （原始内容存档于2021-09-17）.
12. ↑  . 果靈聞庫.   [2021-08-27]. （原始内容存档于2021-08-30）.
13. ↑  ,   [2021-08-27], （原始内容存档于2021-08-27） （中文（中国大陆））

### 概括
- 【印務局】澳門彩票有限公司 （页面存档备份，存于）
- 澳門彩票有限公司公司資訊 （页面存档备份，存于）
- 陳炳強、陳秉松，澳門博彩業大事追尋(1842年至2004年7月)
- 澳門彩票有限公司 - 公司簡介
- 【体育博彩论坛】澳門彩票有限公司macau-slot[永久]

## 外部連結
- 官方网站
- 澳門彩票有限公司的Facebook專頁
- 澳門彩票有限公司營業帳目報告